# Tierras Altas Orientales (África)
"Tierras Altas Orientales" también se refiere a la provincia de las Tierras Altas Orientales en Papua Nueva Guinea y parte de la Gran Cordillera Divisoria, Australia .

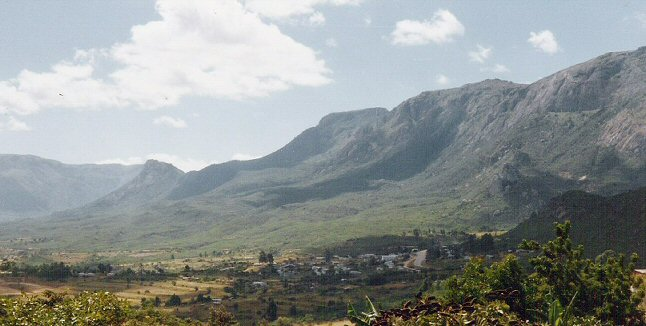
Parte norte de la cordillera de las Tierras Altas Orientales vista desde la ciudad de Nyanga.

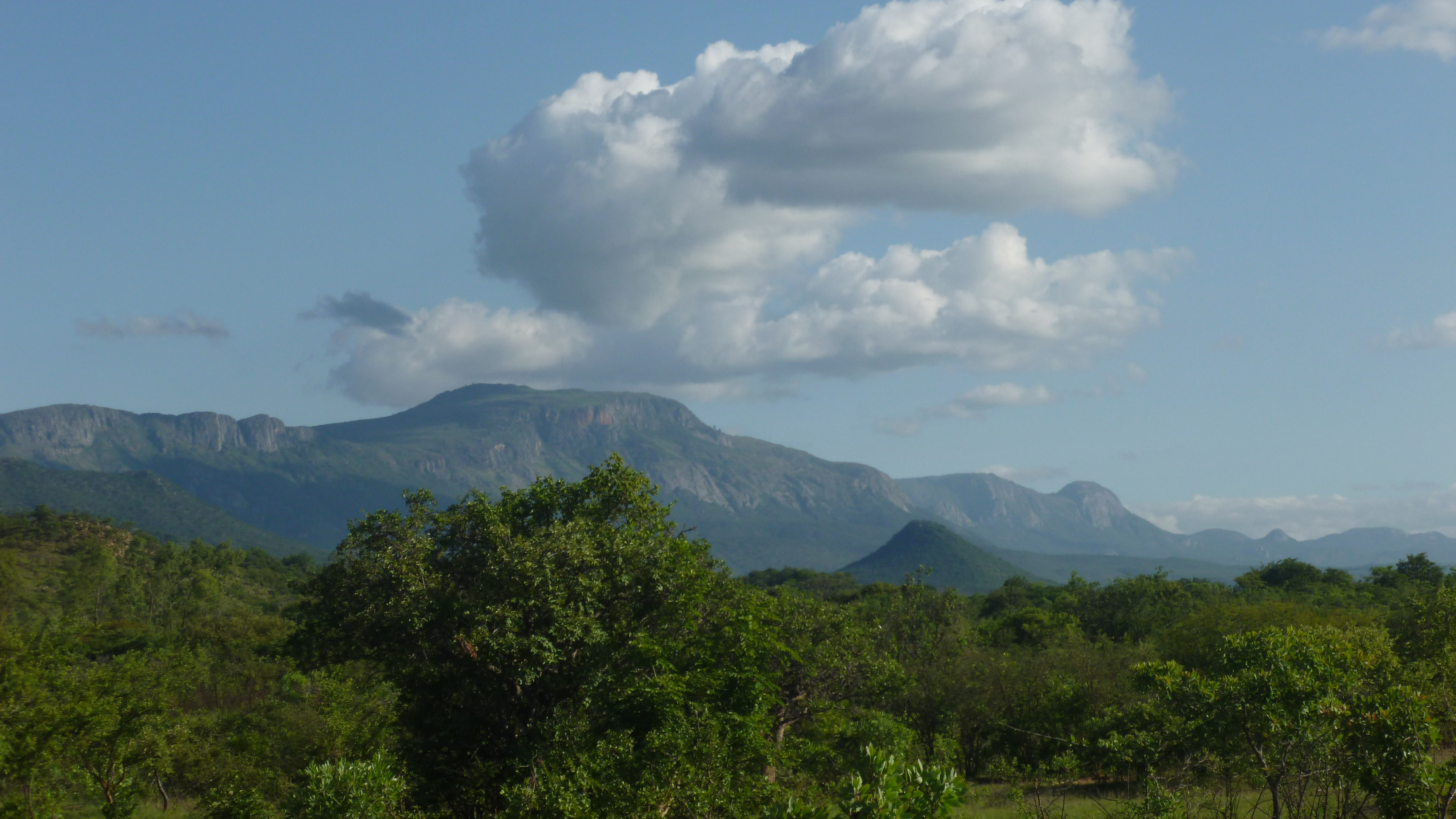
Vertiente meridional de las Tierras Altas Orientales, hacia Nyanga.

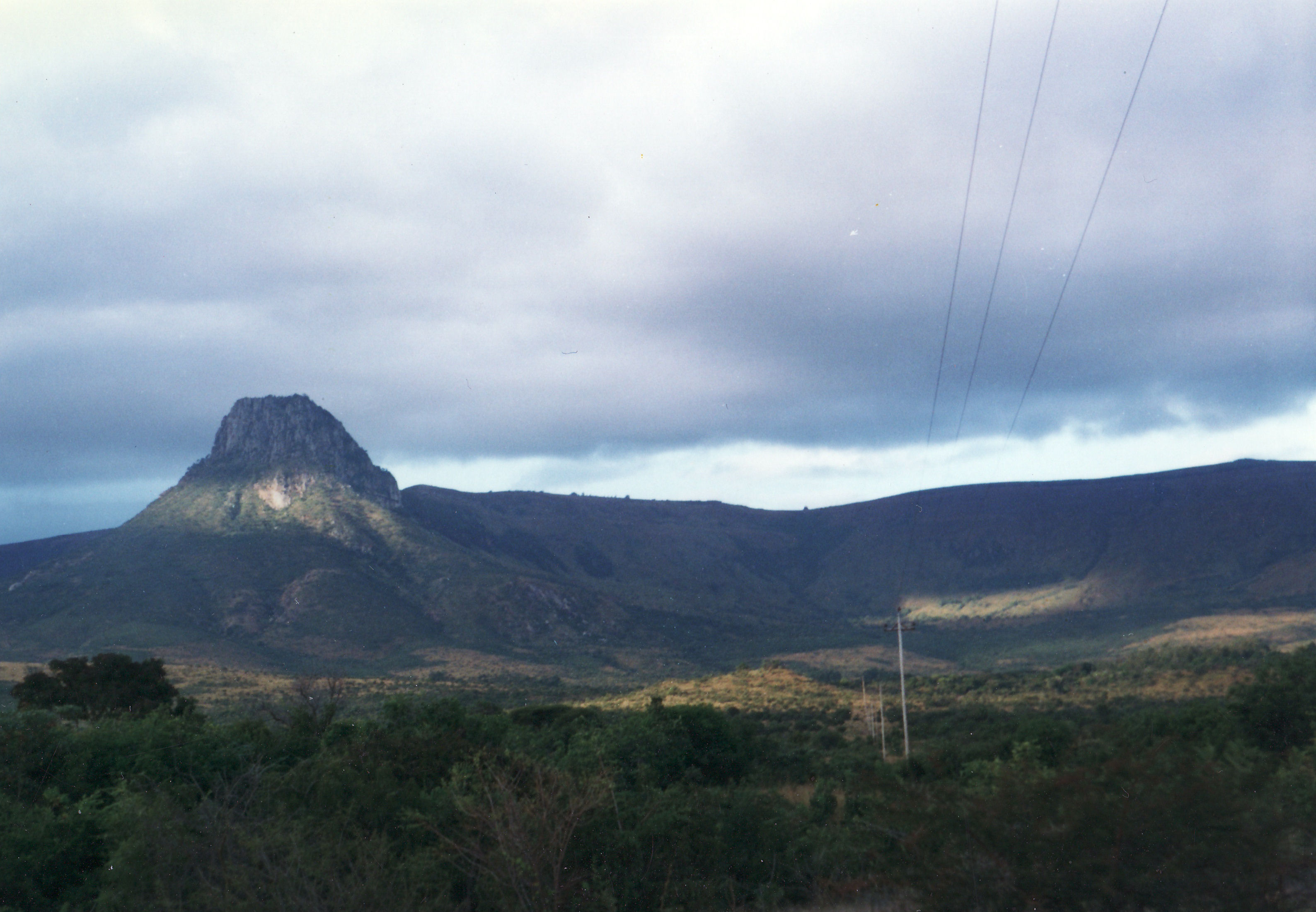
El monte Mozi es una cumbre prominente en el extremo norte de la cordillera.

Las Tierras Altas Orientales, también conocidas como Tierras Altas de Manica, son una cadena montañosa en la frontera de Zimbabue y Mozambique. Se extienden de norte a sur a lo largo de unos 300 km a través de la provincia de Manicalandia de Zimbabue y la provincia de Manica de Mozambique.

## Geografía
Las tierras altas constan de tres cadenas principales: el monte Nyangani, las montañas Bvumba y las montañas Chimanimani, y varias sierras más pequeñas. Estas montañas, poco pobladas, están cubiertas de pastizales, zonas de matorrales y bosques.
El monte Nyangani, en el norte, es la montaña más alta de Zimbabue, con 2.592 m. Aquí se hallan las cascadas Mutarazi, las segundas más altas de África, con 760 m de altura. Al nordeste se encuentran las montañas Choa, en Mozambique. Al sudeste se encuentra el valle agrícola de  Honde.
La ciudad más grande de las tierras altas es Mutare. Se encuentra en el lado zimbabuense de Mutare Gap, un collado entre las montañas Nyanga y Bvumba. La principal carretera de este a oeste a través de las tierras altas es la A3 (Zimbabue)- N6 (Mozambique), que conecta el puerto de Beira en Mozambique con la capital de Zimbabue, Harare, a través de Chimoio, Manica y Mutare, con un cruce fronterizo en Machipanda. El ferrocarril Beira-Bulawayo también cruza las tierras altas en Machipanda. 

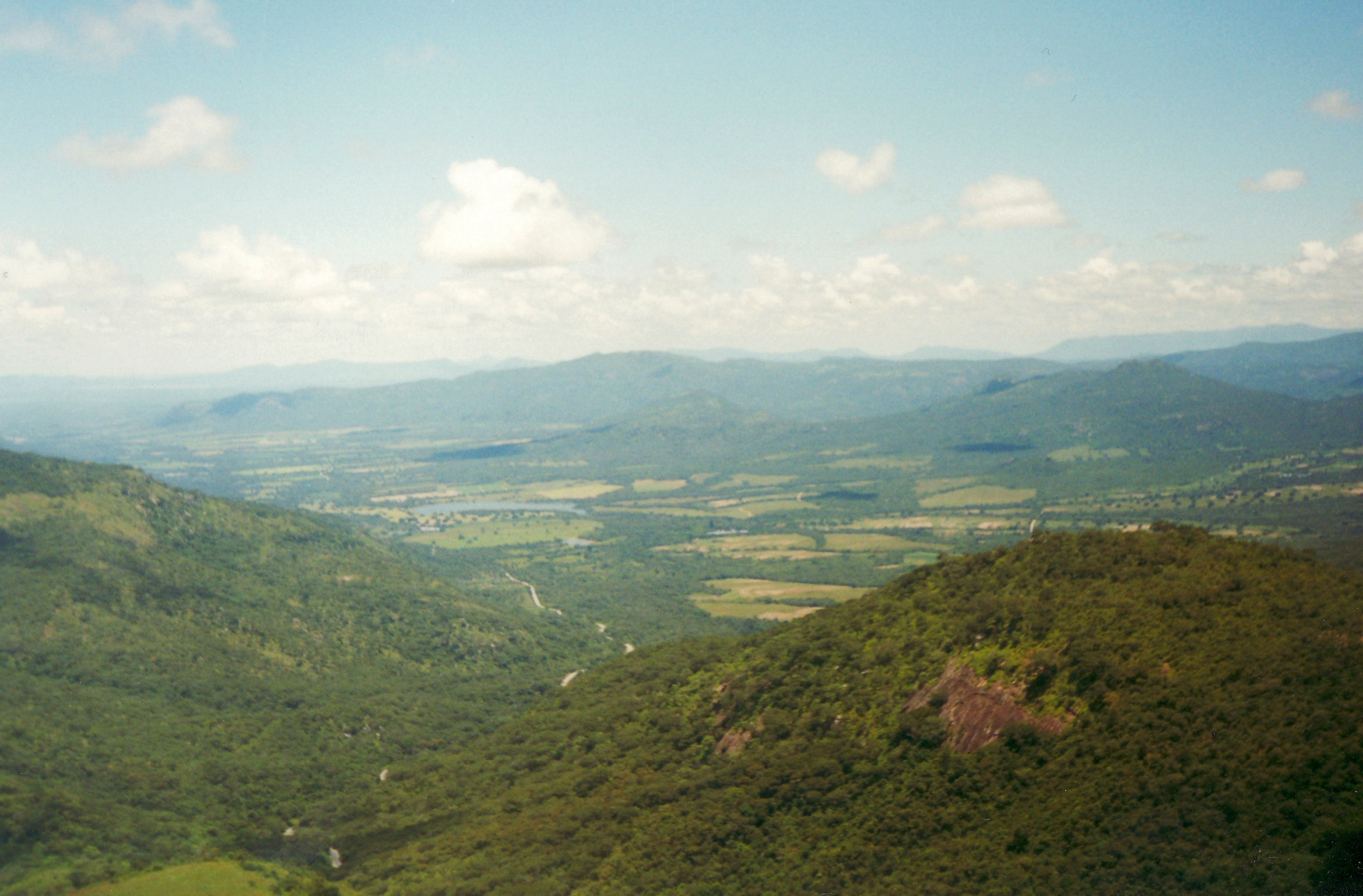
Valle de Burma, al sudeste de las montañas Bvumba, en las Tierras Altas Orientales

Las montañas Bvumba están situadas en  el centro, al sur de Mutare. Se hallan mayoritariamente en Zimbabue, pero, al nordeste, un espolón, el monte Vumba, penetra en Mozambique. Al sudeste se encuentra el valle agrícola de Burma.
Al sur del valle de Burma se encuentran las mesetas de Tsetsera, Gweni, y Tandara, a lo largo de la frontera, separadas por valles este-oeste que acaban en fallas formando acantilados.
Las montañas Chimanimani limitan al sur con el río Mussapa Pequeno, que las separa a partir de la meseta de Tandara. Estas montañas constan de una alta meseta con varias sierras al norte y al sur. El monte Binga es la cumbre más alta de Mozambique y la segunda de Zimbabue. La brecha de Mussapa es un paso a través de las montañas que separa el río Mussapa Grande al este y el río Nyanyadzi, al oeste. La brecha de Mussapa fue una importante ruta de comercio y migración a través de las tierras altas durante siglos.
La falla de Rusitu-Tanganda, una fosa tectónica de este a oeste cruzada por el río Rusitu que fluye hacia el este y el río Tanganda que fluye hacia el oeste, marca el extremo sur de las montañas Chimanimani. Una zona alta ondulada se extiende hacia el sur desde la falla hasta el distrito de Chipinge. El punto más alto es el monte Selinda a 1230 metros.
Las Tierras Altas Orientales son parte de las Tierras Altas del Este de África, una de las cuatro divisiones fisiográficas del continente africano. La división fisiográfica de las Tierras Altas de África Oriental está formada por las provincias del Rift de África Oriental y el Macizo Etíope, parte de la larga cadena de montañas que recorre África Oriental. Las montañas y cadenas montañosas que componen las tierras altas de África oriental comparten muchas especies y comunidades de plantas y animales comunes, conocidas como flora y fauna afromontana .

## Clima
Las Tierras Altas tienen un clima más estable que la meseta central de Zimbabue, con mayores precipitaciones, nubes bajas y densas nieblas y rocío a medida que la humedad se mueve tierra adentro desde el Océano Índico. Muchos arroyos y ríos se originan en estas montañas. La parte norte es drenada por afluentes del río Zambeze, mientras que la parte sur es drenada por afluentes del río Save. La vertiente oriental está drenada por los ríos Buzi y Pungwe de Mozambique. 

## Mosaico de bosque y pastizales montanos del este de Zimbabue
Las Tierras Altas albergan la ecorregión mosaico de bosques y pastizales montanos del este de Zimbabue. La ecorregión incluye la parte de las tierras altas por encima de los 1000 metros de altura, incluidas las montañas Inyangani, las montañas Bvumba, las montañas Chimanimani, las tierras altas de Chipinge y el aislado monte Gorongosa más al este de Mozambique. La ecorregión de los bosques del sur de Miombo se encuentra en elevaciones más bajas al este y al oeste de las tierras altas.
Las tierras altas tienen un clima más fresco y húmedo que las tierras bajas circundantes, que albergan distintas comunidades de plantas y animales. La ecorregión alberga varias comunidades de plantas: pastizales submontanos y montanos, bosques siempreverdes húmedos, bosques montanos secos, bosques de miombo y brezales .

## Flora
Gran parte del área consiste en colinas cubiertas de pastizales, que se renuevan anualmente después de los incendios que ocurren al final de la estación seca. En elevaciones emnores, Themeda triandra es la hierba predominante en los suelos rojos más fértiles, y Loudetia simplex es común en suelos de arena blanca menos fértiles. En las elevaciones más altas hay pastizales montanos formados principalmente por pastos cortos con tussok, que incluyen Loudetia simplex, Trachypogon spicatus, Exotheca abyssinica y Monocymbium ceresiiforme .
Algunos valles y vertientes de la zona oriental contienen áreas de selva tropical, con un dosel alto, lianas y un rico sotobosque. En altitudes elevadas hay zonas de bosque seco donde la tierra está bien regada y en pendientes más secas hay rodales de miombo (Brachystegia spiciformis, Brachystegia tamarindoides y Uapaca kirkiana), así como  áreas de brezales en zonas más altas. Hay retazos de los grandes perennifolios Parinari curatellifolia cerca de la ciudad de Chipinge y en las pendientes occidentales de las tierras altas de Nyanga.
En las montañas Chimanimani y el monte Gorongosa, los brezales se encuentran en suelos arenosos ácidos y pobres derivados de la cuarcita. Los brezales son de dos tipos, ericáceos y de Proteaceae. Los brezales ericáceos están dominados por Philippia pallidiflora, P. hexandra, Phylica ericoides, Passerina montana, Erica eylesii, E. pleiotricha, E. gazensis y E. johnstoniana. Protea gazensis, P. welwitschii y Leucospermum saxosum, común en los brezales de Proteaceae.
En las tierras altas se encuentran varios lirios monocotiledóneos autóctonos con rangos de distribución pequeños. Cryptostephanotis vansonii, Cyrtanthus rhodesianus y Scadoxus pole-evansi son populares entre los recolectores de plantas raras. 

## Fauna

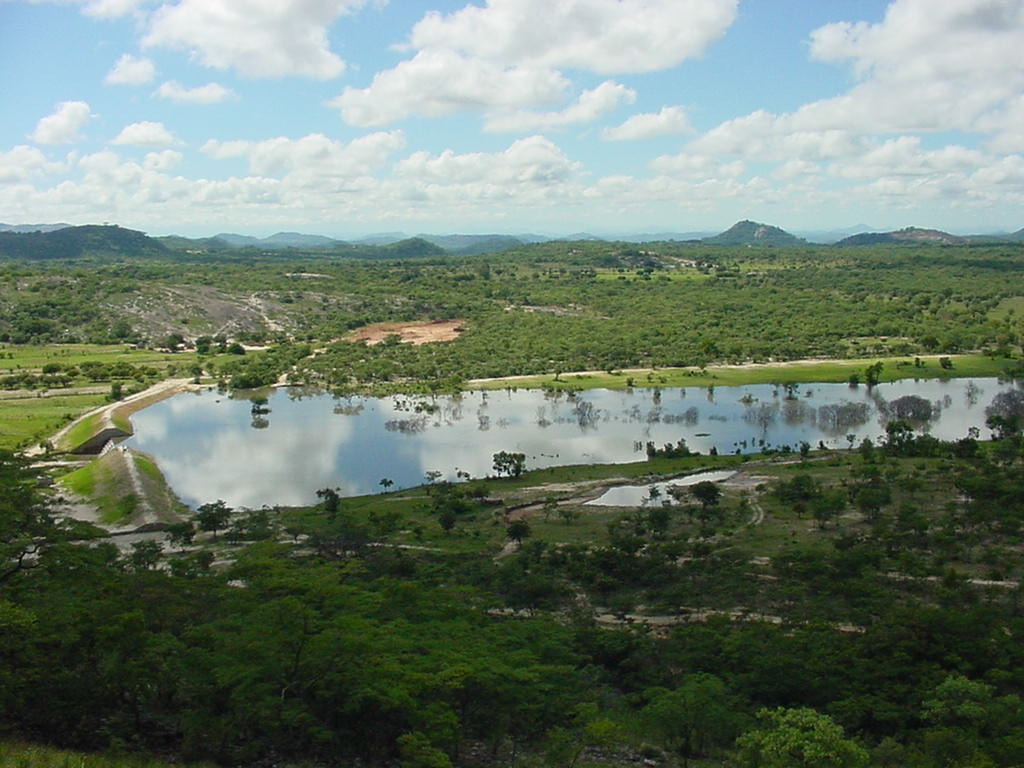
Lago en el orfanato Madre de la Paz en las Tierras Altas Orientales.

Esta variedad de hábitats deriva en una riqueza de vida animal también. Los animales encontrados en las tierras altas incluyen mono azul (Cercopithecus mitis) mono de Sykes (Cercopithecus albogularis), murciélago frutícola (Myonycteris relicta) y camaleón pigmeo de Marshall (Rhampholeon marshalli). Muchos de estos animales se encuentran en todo África Oriental.
Las tierras altas también son ricas en avifauna incluyendo el cálao trompetero(Bycanistes bucinator), el turaco de Knysna (Tauraco corythaix), el turaco crestimorado (Tauraco porphyreolophus), la pintada moñuda (Guttera pucherani) y el águila coronada (Stephanoaetus coronatus) . Dos especies, el apalis del Chirinda (Apalis chirindensis) y la prinia de Roberts (Oreophilais robertsi), son endémicas de las tierras altas orientales. El apalis del Chirinda vive en lo profundo de los bosques siempre verdes, mientras que la prinia de Roberts habita en el borde del bosque.
Los bosques también están llenos de mariposas, sobre todo Papilio, como Papilio ophidicephalus y el papilio de los cítricos (Papilio demodocus ) y la maleza del bosque en particular alberga una variedad de reptiles como escíncidos, geckos, lagartos, ranas, sapos y serpientes . 

## Amenazas y preservación
Los bosques de montaña son vulnerables a la tala y los pastizales son susceptibles al fuego. Las selvas tropicales, que por definición crecen en tierras fértiles bien regadas, están amenazadas por la tala para la agricultura. El clima húmedo es ideal para plantar té, café y maderas duras. Sin embargo, queda gran parte de la vegetación original, especialmente en altitudes elevadas, que no son aptas para la agricultura. 
Grandes áreas  de las tierras altas están protegidas, incluyendo el parque nacional de Nyanga en las montañas Nyanga, la Reserva Botánica forestal de Bunga en las montañas Bvumba, y los 172 km² del Parque nacional de Chimanimani en Zimbabue y la Reserva nacional de Chimanimani, en Mozambique, en las montañas Chimanimani. Ambos forman el núcleo del Área de conservación transfronteriza de Chimanimani.